# Rhopalencyrtoidea purpureicorpus
Rhopalencyrtoidea purpureicorpus är en stekelart som beskrevs av Girault 1915. Rhopalencyrtoidea purpureicorpus ingår i släktet Rhopalencyrtoidea och familjen sköldlussteklar. Inga underarter finns listade i Catalogue of Life.